# شارلوت آمالي من هسن-كاسل
شارلوت أمالي من هسن-كاسل (27 أبريل 1650 - 27 مارس 1714)؛ كانت ملكة الدنمارك والنرويج بزواجها من الملك كريستيان الخامس، على الرغم من أنها لم يكن لها تأثير سياسي كبير، إلا أنها كانت سيدة أعمال ناجحة بإدارة العديد من ممتلكاتها، وأيضا قامت بحماية البروتستانت الأجانب غير اللوثريين من الاضطهاد، اكتسبت شعبية لدفاعها عن كوبنهاغن ضد القوات السويدية عام 1700، سُميت مدينة شارلوت أمالي باسمها عام 1691.
هي الابنة الكبرى لوالديه فيلهلم السادس لاندغراف هسن-كاسل وزوجته هيدفيغ صوفي ابنة غيورغ فيلهلم ناخب براندنبورغ وحفيدة فريدرش الرابع ناخب بالاتينات، كانت والدتها ملتزمة دينيًا صارمًا بالكنيسة الإصلاحية وتوجهت سياسيًا نحو مصالح براندنبورغ، وكلا الرأيين كان من المقرر أن تتأثر بها ابنتها، تلقت تعليمًا جيدًا في الشؤون المالية والجغرافيا واللغات الألمانية والفرنسية والإيطالية والفلسفة، كانت اللغة الفرنسية هي لغتها المكتوبة المفضلة، على الرغم من أنها كانت تتحدث بالألمانية مع أصدقائها المقربين.
وفي 15 يونيو 1667 في تزوجت الأميرة شارلوت أمالي من ولي العهد كريستيان الدنماركي، وذلك بترتيب من والدته الملكة صوفي أمالي من براونشفايغ-لونبورغ، حظيت الأميرة بالتقدير لتعلمها اللغة الدنماركية، والتي لم تكن أمرًا معتادًا على القرينة الملكي في تلك الحقبة والتي أتقنتها قبل أن تصبح ملكة، ومنذ 1670 اعتلى مع زوجها العرش الدنماركي-النرويجي، خلال التتويج رفض الرجال الدين مسحة الدهن عليها باعتبارها من المؤمنين الإصلاحيين التي دافعت عنه بقوة.
في عام 1700، تعرضت كوبنهاغن لهجوم من قبل كارل الثاني عشر ملك السويد أثناء محاولته لغزو زيلندا،  عندما تعرض الأسطول الدنماركي لهجوم من قبل الأساطيل السويدية والإنجليزية والهولندية، أعقب ذلك نزول العدو في همليبيك، لم تكن العاصمة مستعدة للهجوم، وكان الملك غائبًا في الدوقيات، ولم يتمكن قائد المدينة شاك من التعامل مع الموقف، خلال هذه الحادثة عززت الملكة الأرملة عزيمة الناس وساعدت في تنظيم الدفاعات من خلال إقناع قائد المدينة بمنح الناس إمكانية الوصول إلى المدافع ونجحت في مطالبة الحامية بحماية العاصمة، بينما ستبقى معهم وتموت معهم إذا لزم الأمر، أدى هذا الفعل إلى اعتبارها بطلة.
توفيت شارلوت أمالي بسبب الحمى القرمزية في شارلوتنبورغ في 27 مارس 1714 عن عمر يناهز 63 عامًا، وقد "حزن عليها الكثيرون بشدة"، ودفن في كاتدرائية روسكيلد، يضم مقر إقامتها الشتوية الأكاديمية الملكية الدنماركية للفنون منذ عام 1754.

## الذرية
| الاسم                  | حياته                           | ملاحظة |
| ---------------------- | ------------------------------- | --- |
| الملك فريديريك الرابع  | 2 أكتوبر 1671 - 12 أكتوبر 1730  | تزوج 3 مرات (1) لويز من مكلنبورغ-غوسترو 5 ديسمبر 1695 5 أبناء (2) إليزابيث هيلين فون فيريغ 6 سبتمبر 1703 ابن (3) آن صوفي ريفينتلو 4 أبريل 1721 6 أبناء |
| الأمير كريستيان فيلهلم | 1 ديسمبر 1672 - 25 يناير 1673   | توفي صغيراً |
| الأمير كريستيان        | 25 مارس 1675 - 27 يونيو 1695    | كان أحد المرشحين لتاج البولندي. |
| الأميرة صوفيا هيدفيغ   | 28 أغسطس 1677 - 13 مارس 1735    | غير متزوجة. كانت رسامة موهوبة ومهتمة بالموسيقى |
| الأميرة كريستين شارلوت | 18 يناير 1679 - 24 أغسطس 1689   | توفيت صغيرة |
| الأمير كارل            | 26 أكتوبر 1680 - 8 يونيو 1729   | غير متزوج |
| الأمير فيلهلم          | 21 فبراير 1687 - 23 نوفمبر 1705 | توفي صغيراً |